# Franklin (televíziós sorozat)
A Franklin kanadai televíziós rajzfilmsorozat, amely Brenda Clark és Paulette Bourgeois meséje nyomán készült a Nelvana stúdióban. Magyarországon először a Minimax sugározta, később az RTL Klub vetítette, jelenleg az M2 ismétli.

## Ismertető
Franklin sokat bizonytalankodik, de okos, megértő és találékony kis teknős. Ahogy a gyerekek, ő is a legtöbbször saját hibájából tanul. Amikor füllent, eltéved vagy bajba keveredik, maga talál rá a megoldáshoz vezető útra. Legjobb barátjával, Medvével, aranyhalával, Arankával és játékkutyájával, Sammel folyton különböző, izgalmas kalandokba keveredik, melyek során új barátokra is szert tesz.

## Szereplők
- Franklin: Seszták Szabolcs
- Franklin mamája: Hullan Zsuzsa
- Franklin papája: Rosta Sándor
- Harriet: Dögei Éva
- Medve: Minárovits Péter (1. évad), Szokol Péter (2-6. évad)
- Hód: Simonyi Piroska
- Csiga: Mics Ildikó (1-5. évad), Molnár Ilona (6. évad)
- Lúd: Németh Kriszta (1-4. évad), Oláh Orsolya (5-6. évad)
- Róka: Bodrogi Attila
- Nyúl: Molnár Levente
- Borz: Csőre Gábor
- Vidra: Koffler Gizella
- Bűzös borz: Tallós Rita (1-5. évad), Oláh Orsolya (6. évad)
- Mosómedve: Katona Zoltán
- Teknős nagymama: Tóth Judit (1. évad), Kassai Ilona (2-6. évad)
- Medve doktornő : Némedi Mari
- Medve úr: Albert Péter
- Bagoly tanár úr: Vizy György (1-4. évad), Uri István (5-6. évad)
- Vakond úr: Szinovál Gyula (1-4. évad), Beratin Gábor (5-6. évad)
- Róka úr: Katona Zoltán
- Tarajos sül edző: Holl Nándor
- Jack Nyuszi: Pálmai Szabolcs
- Cickány néni: Bókai Mária
- Mormota bácsi: Imre István

## Epizódok

### Első évad
1. Franklin és a csapatjáték / Franklin házikedvencet szeretne
2. Siess Franklin! / Franklinnek rossz napja van
3. Franklin iskolába megy / Franklin téved
4. Franklin vendégül látja Medvét / Franklin Halloween-je
5. Franklin kerékpározik / Franklin rendetlen
6. Franklin füllent / Franklin takarója
7. Franklin parancsolgat / Franklin vára
8. Franklin, a szerencsés megtaláló / Franklin új barátja
9. Az iskolai színdarab / Franklin és a titkos klub
10. Franklin és a piros roller / Franklin a sötétben
11. Franklin és a Fogtündér / Franklin hanyag
12. Franklin karácsonyi ajándéka / Franklin nagymamája
13. Franklin és a bébi / Franklin táborba megy

### Második évad
1. Franklin vendége / Franklin nem igazi kartörése
2. Franklin ajándéka / Franklin gyorsan nő
3. Franklin kémkedik / Franklin könyvtári könyve
4. Franklin sárkánya / Franklin és az új bébiszitter
5. Franklin és a törött földgömb / Franklin Valentin-napja
6. Franklin és a családi emlék / Franklin zeneórája
7. Franklin utazik / Franklin bukósisakja
8. Franklin születésnapi partija / Franklin beceneve
9. Vidra látogatása / Franklin gyűjteménye
10. Franklin bocsánatot kér / Franklin és a tűz
11. Franklin kertje / Franklin megszökik
12. Franklin borús napja / Franklin és az óra
13. Franklin dolgozata / Franklin és a kiskacsa

### Harmadik évad
1. Franklin éjszakai barátja / Franklin és a két Henry
2. Franklin természetjárása / Franklin és a főszerep
3. Franklin mesterműve / Franklin és a komputer
4. Franklin és az öreg harcos / Franklin kövülete
5. Franklin és a jövendőmondó / Franklinék pincéje
6. Franklin fát ültet / Franklin, a hős
7. Franklin szabadnapja / Franklin süteménye
8. Franklin, a mesés / Franklin sátorozik
9. Franklin és a kiskutya / Franklin és az iskolabusz
10. Franklin és az utánozó majom / Franklin bátyus
11. Franklin és a rossz modor / Franklin ígérete
12. Franklin és az égi háború / Franklin juharszirupja
13. Franklin segítséget nyújt / Franklin eltűnt uzsonnája

### Negyedik évad
1. Franklin jócselekedetei / Franklin tengeralattjárója
2. Franklin, az ezermester / Franklin csuklik
3. Franklin kézbesít / Franklin páncélja
4. Franklin vitorlása / Franklin leselkedik
5. Franklin papája / Franklin jégkorongozik
6. Franklin és a bábszínház / Franklin stoppere
7. Franklin megismerkedik Ermine-nel / Franklin mókázik
8. Franklin és Sam / Franklin málnaösvénye
9. Franklin vetélytársa / Franklin és a cserekártya
10. Franklin robotja / Franklin nyomoz
11. Franklin nem fél / Franklin kabalája
12. Franklin és a tengerpart / Franklin és Csiga álma
13. Az én Franklinem / Franklin mamája

### Ötödik évad
1. Franklin, a tanár / Franklin allergiája
2. Franklin virraszt / Franklin alkuja
3. Franklin, a buszfelelős / Franklin és Farkaska rossz szokásai
4. Franklin és a sütőtök / Franklin zenekara
5. Franklin nagy meccse / Franklin és a könyvklub
6. Franklin egyszerre két helyen / Franklin első számú játékosa
7. Franklin elveszít egy könyvet / Franklin és Betty
8. Franklin felvonulási kocsija / Franklin buliterve
9. Ezt nevezem, Franklin! / Franklin alig várja
10. Tavasz elseje / Franklin golfozik
11. Franklin csónaktúrája / Franklin riportot készít
12. Franklin kristálya / Franklin tanácsa
13. Franklin süteménye / Franklin piknikje

### Hatodik évad
1. Franklin és a gördeszkázás / Franklin megbocsát
2. Franklin, a hokirajongó / Tyúkanyó Franklin
3. Franklin jelvénye / Franklin távcsöve
4. Franklin és a tópart / Franklin kínos esete
5. Franklin, az időjós / Franklin táncórát vesz
6. A felelősség / Franklin és az UFO
7. Franklin és a vándorlás napja / Franklin, a fényképész
8. Franklin és a csúnya szó / Franklin és a mocsári szellem
9. Franklin, az edző / Franklin biztosra megy
10. Franklin kedvenc kártyája / Franklin nagy túrája
11. Franklin maratonja / Franklin és a cukorkatolvaj
12. Franklin és a gokartverseny / Sir Franklin
13. Franklin kedvenc könyve / Franklin műkorcsolyázik